# Viols-en-Laval
Pour les articles homonymes, voir Viol (homonymie) et Laval.
Viols-en-Laval, en occitan Viòus en la Val, est une commune française située dans le nord-est du département de l'Hérault, en région Occitanie.
Exposée à un climat méditerranéen, aucun cours d'eau permanent n'est répertorié sur la commune. La commune possède un patrimoine naturel remarquable : un site Natura 2000 (les « hautes garrigues du Montpelliérais ») et quatre zones naturelles d'intérêt écologique, faunistique et floristique.
Viols-en-Laval est une commune rurale qui compte 216 habitants en 2022, après avoir connu une forte hausse de la population depuis 1968. Elle fait partie de l'aire d'attraction de Montpellier. Ses habitants sont appelés les Violois et Violoises.

## Géographie

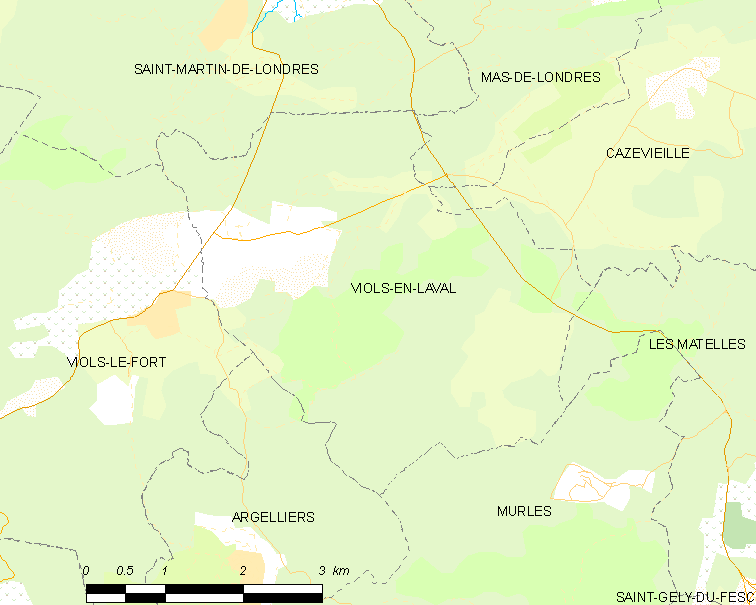
Carte

### Climat
Pour des articles plus généraux, voir Climat de l'Occitanie et Climat de l'Hérault.
En 2010, le climat de la commune est de type climat méditerranéen franc, selon une étude s'appuyant sur une série de données couvrant la période 1971-2000. En 2020, Météo-France publie une typologie des climats de la France métropolitaine dans laquelle la commune est exposée à un climat méditerranéen et est dans la région climatique  Provence, Languedoc-Roussillon, caractérisée par une pluviométrie faible en été, un très bon ensoleillement (2 600 h/an), un été chaud (21,5 °C), un air très sec en été, sec en toutes saisons, des vents forts (fréquence de 40 à 50 % de vents > 5 m/s) et peu de brouillards.
Pour la période 1971-2000, la température annuelle moyenne est de 13 °C, avec une amplitude thermique annuelle de 16,2 °C. Le cumul annuel moyen de précipitations est de 1 003 mm, avec 7 jours de précipitations en janvier et 3 jours en juillet. Pour la période 1991-2020, la température moyenne annuelle observée sur la station météorologique la plus proche, située sur la commune de Saint-Martin-de-Londres à 4 km à vol d'oiseau, est de 13,8 °C et le cumul annuel moyen de précipitations est de 1 087,5 mm,. Pour l'avenir, les paramètres climatiques de la commune estimés pour 2050 selon différents scénarios d'émission de gaz à effet de serre sont consultables sur un site dédié publié par Météo-France en novembre 2022.

### Milieux naturels et biodiversité

#### Réseau Natura 2000

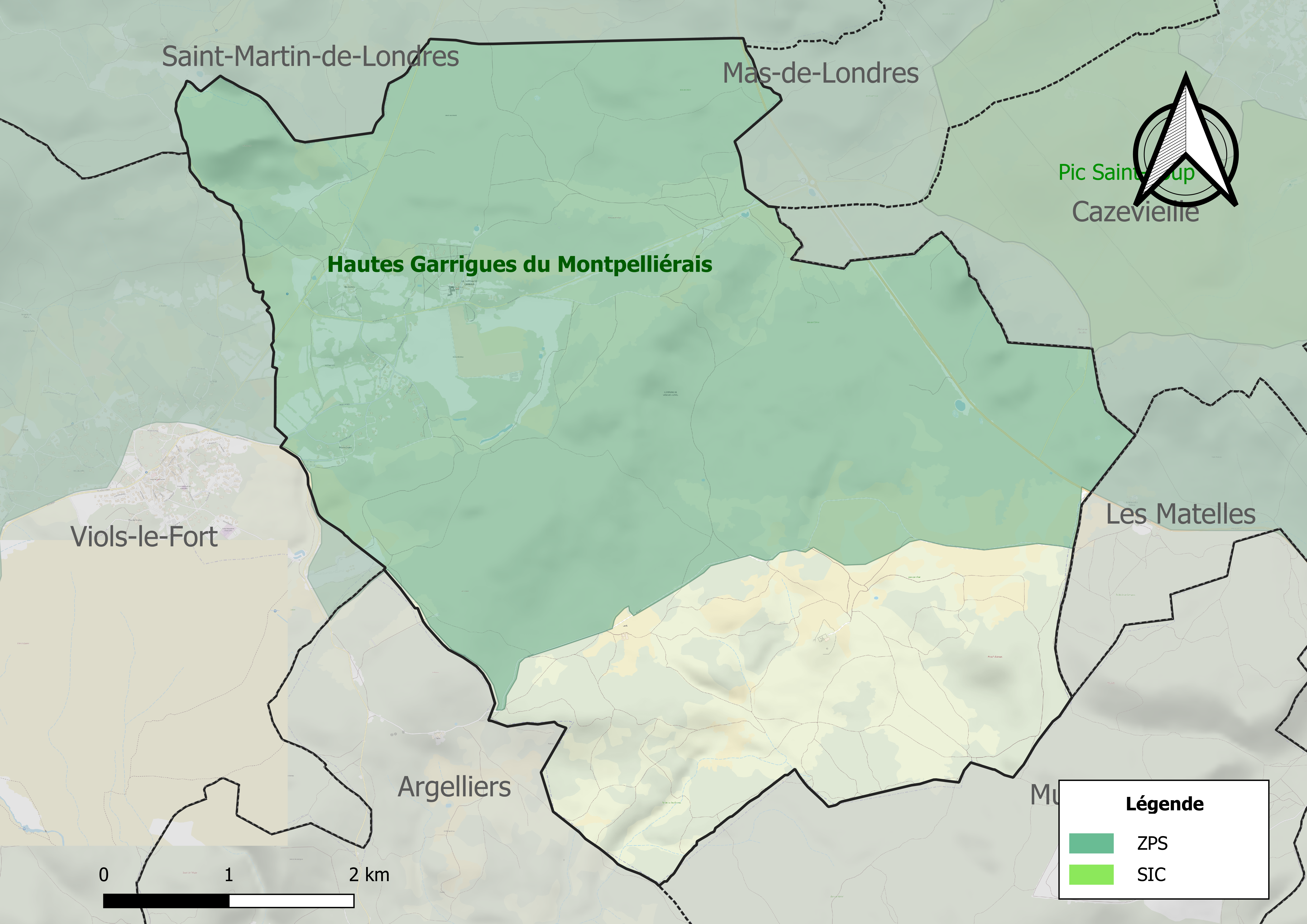
Sites Natura 2000 sur le territoire communal.

Le réseau Natura 2000 est un réseau écologique européen de sites naturels d'intérêt écologique élaboré à partir des directives habitats et oiseaux, constitué de zones spéciales de conservation (ZSC) et de zones de protection spéciale (ZPS).
Un site Natura 2000 a été défini sur la commune au titre  de la directive oiseaux : les « hautes garrigues du Montpelliérais », d'une superficie de 45 444 ha, abritant trois couples d'Aigles de Bonelli, soit 30 % des effectifs régionaux.

#### Zones naturelles d'intérêt écologique, faunistique et floristique
L’inventaire des zones naturelles d'intérêt écologique, faunistique et floristique (ZNIEFF) a pour objectif de réaliser une couverture des zones les plus intéressantes sur le plan écologique, essentiellement dans la perspective d’améliorer la connaissance du patrimoine naturel national et de fournir aux différents décideurs un outil d’aide à la prise en compte de l’environnement dans l’aménagement du territoire.
Deux ZNIEFF de type 1 sont recensées sur la commune :
les « garrigues du puech Estrous » (230 ha), couvrant 3 communes du département et 
les « mares de Cazarils et de Caunas » (415 ha), couvrant 3 communes du département
et deux ZNIEFF de type 2, : 
- les « garrigues boisées du nord-ouest du Montpelliérais » (16 219 ha), couvrant 17 communes du département[13] ;
- les « Pic-Saint-Loup et Hortus » (11 816 ha), couvrant 14 communes dont une dans le Gard et 13 dans l'Hérault[14].

Carte des ZNIEFF de type 1 et 2 à Viols-en-Laval.
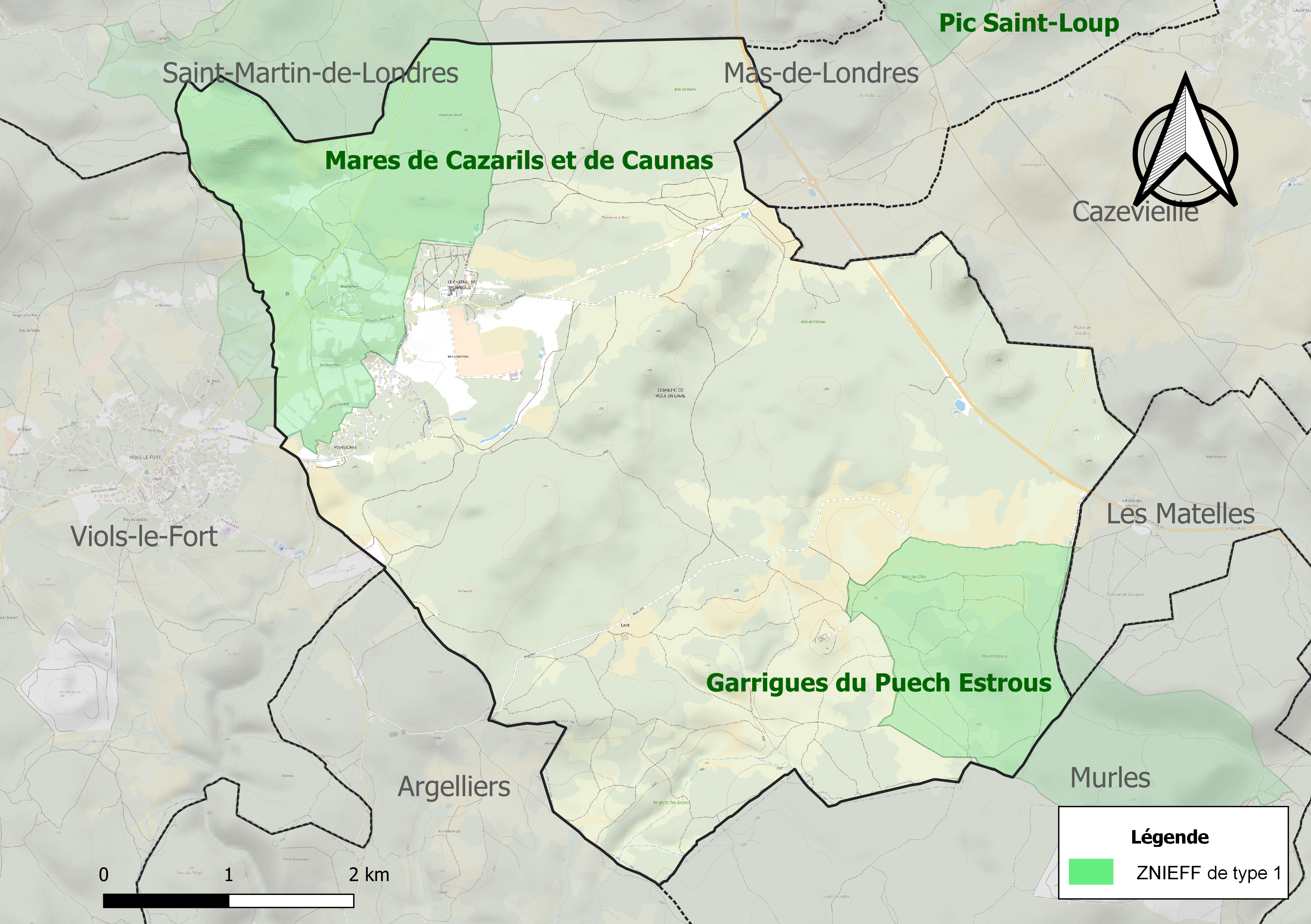
Carte des ZNIEFF de type 1 sur la commune.
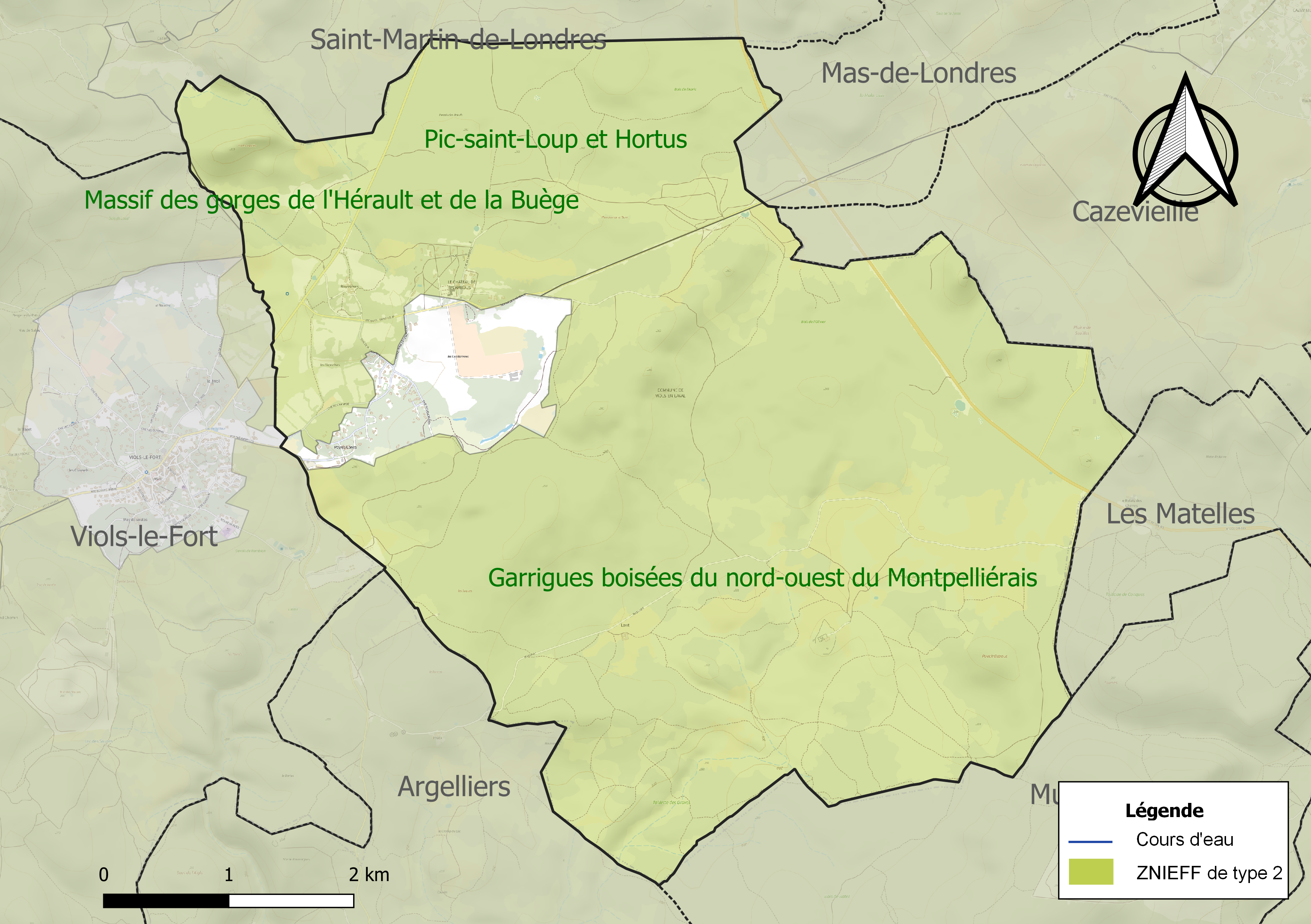
Carte des ZNIEFF de type 2 sur la commune.

## Toponymie
Jusqu'à leur séparation, Viols-le-Fort et Viols-en-Laval étaient mentionnées sous un seul nom : de Volio (1109), de Voil (1127), de Bolio (1392), de Vyols (1579), Viol (1626) et Violz (1629). On trouve ensuite les noms de Viols la Val et de Viols le Fort (1740-60). Les premières formes de ce nom orientent vers une étymologie selon le nom de personne gaulois Vocula. Ce nom est passé de Voculo- à *vuòlh puis à viol, comme oculum a donné uòlh, oil puis œil. Il n'était pas rare à l'époque gauloise de donner aux domaines le nom de leur « chef », le plus souvent accompagné d'un suffixe, comme -acu, mais parfois non suffixé, comme ici. Au XVIe siècle, le nom de Viol a été confondu avec l'occitan viòl, « sentier, ruelle » et, la logique étant qu'un village soit fait de plusieurs ruelles, on ajouta un -s final pour aboutir au nom moderne, Viols.
Le déterminant de Viols-en-Laval est une allusion au Val de Montferrand, une communauté de paroisses et de villages regroupés dès le XIIIe siècle sous l’autorité de l’évêque de Maguelone et du Châtelain de Montferrand.

## Urbanisme

### Typologie
Au 1er janvier 2024, Viols-en-Laval est catégorisée commune rurale à habitat dispersé, selon la nouvelle grille communale de densité à sept niveaux définie par l'Insee en 2022.
Elle est située hors unité urbaine. Par ailleurs la commune fait partie de l'aire d'attraction de Montpellier, dont elle est une commune de la couronne,. Cette aire, qui regroupe 161 communes, est catégorisée dans les aires de 700 000 habitants ou plus (hors Paris),.

### Occupation des sols
L'occupation des sols de la commune, telle qu'elle ressort de la base de données européenne d’occupation biophysique des sols Corine Land Cover (CLC), est marquée par l'importance des forêts et milieux semi-naturels (90,3 % en 2018), en augmentation par rapport à 1990 (89,2 %). La répartition détaillée en 2018 est la suivante : 
milieux à végétation arbustive et/ou herbacée (73,6 %), forêts (16,8 %), zones agricoles hétérogènes (8,1 %), zones urbanisées (1,6 %). L'évolution de l’occupation des sols de la commune et de ses infrastructures peut être observée sur les différentes représentations cartographiques du territoire : la carte de Cassini (XVIIIe siècle), la carte d'état-major (1820-1866) et les cartes ou photos aériennes de l'IGN pour la période actuelle (1950 à aujourd'hui).

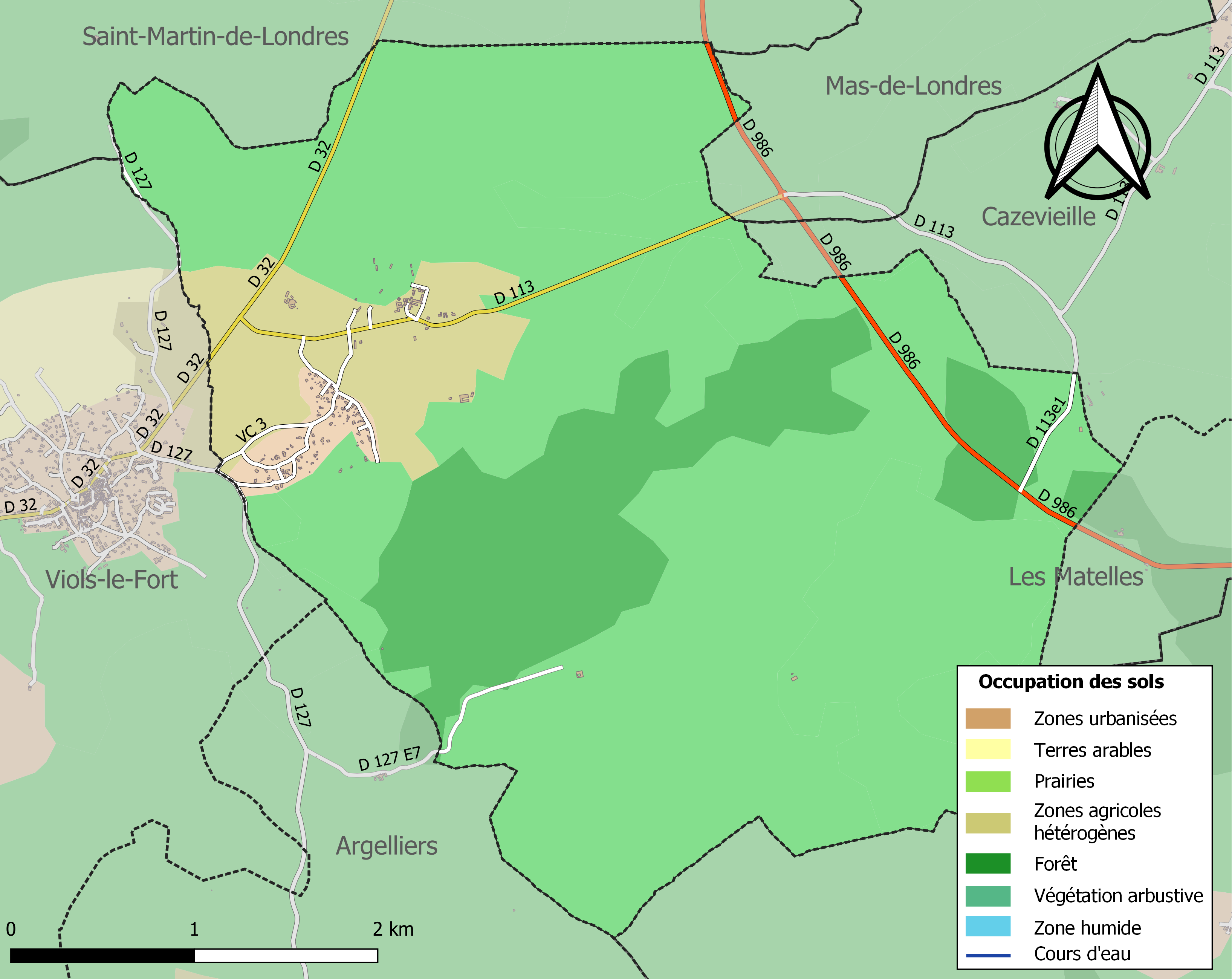
Carte des infrastructures et de l'occupation des sols de la commune en 2018 (CLC).

### Risques majeurs
Le territoire de la commune de Viols-en-Laval est vulnérable à différents aléas naturels : météorologiques (tempête, orage, neige, grand froid, canicule ou sécheresse), inondations, feux de forêts et séisme (sismicité faible). Il est également exposé à un risque technologique,  le transport de matières dangereuses. Un site publié par le BRGM permet d'évaluer simplement et rapidement les risques d'un bien localisé soit par son adresse soit par le numéro de sa parcelle.

#### Risques naturels
Certaines parties du territoire communal sont susceptibles d’être affectées par le risque d’inondation par débordement de cours d'eau, notamment le ruisseau de Pallas et le ruisseau de la Calade. La commune a été reconnue en état de catastrophe naturelle au titre des dommages causés par les inondations et coulées de boue survenues en 1982, 1987, 1994, 2000 et 2003,.
Viols-en-Laval est exposée au risque de feu de forêt. Un plan départemental de protection des forêts contre les incendies (PDPFCI) a été approuvé en juin 2013 et court jusqu'en 2022, où il doit être renouvelé. Les mesures individuelles de prévention contre les incendies sont précisées par deux arrêtés préfectoraux et s’appliquent dans les zones exposées aux incendies de forêt et à moins de 200 mètres de celles-ci. L’arrêté du 25 avril 2002 réglemente l'emploi du feu en interdisant notamment d’apporter du feu, de fumer et de jeter des mégots de cigarette dans les espaces sensibles et sur les voies qui les traversent sous peine de sanctions. L'arrêté du 11 mars 2013 rend le débroussaillement obligatoire, incombant au propriétaire ou ayant droit,.

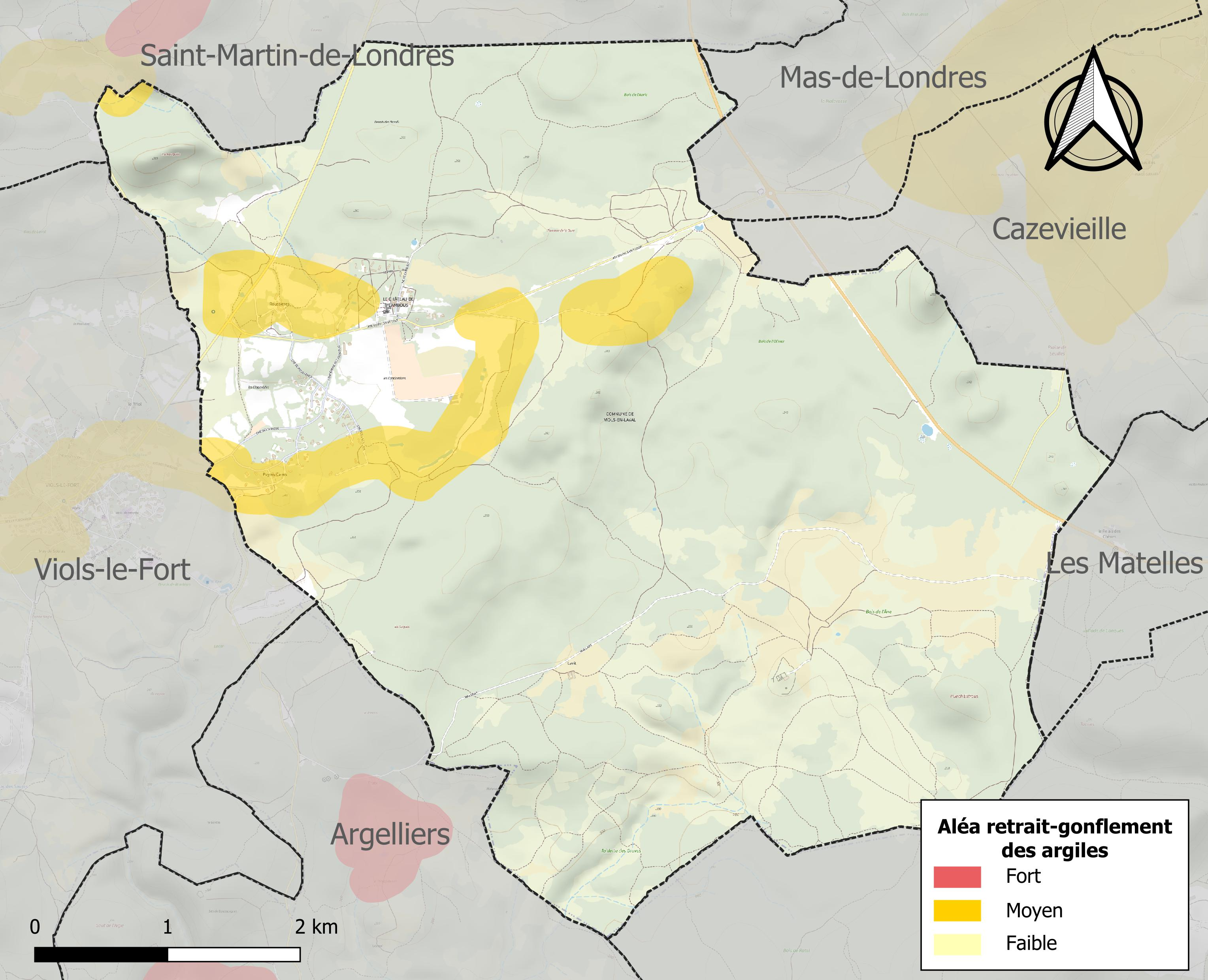
Carte des zones d'aléa retrait-gonflement des sols argileux de Viols-en-Laval.

Le retrait-gonflement des sols argileux est susceptible d'engendrer des dommages importants aux bâtiments en cas d’alternance de périodes de sécheresse et de pluie. 8,6 % de la superficie communale est en aléa moyen ou fort (59,3 % au niveau départemental et 48,5 % au niveau national). Sur les 98 bâtiments dénombrés sur la commune en 2019, 26 sont en aléa moyen ou fort, soit 27 %, à comparer aux 85 % au niveau départemental et 54 % au niveau national. Une cartographie de l'exposition du territoire national au retrait gonflement des sols argileux est disponible sur le site du BRGM,.
Par ailleurs, afin de mieux appréhender le risque d’affaissement de terrain, l'inventaire national des cavités souterraines permet de localiser celles situées sur la commune.

#### Risques technologiques
Le risque de transport de matières dangereuses sur la commune est lié à sa traversée par des infrastructures routières ou ferroviaires importantes ou la présence d'une canalisation de transport d'hydrocarbures. Un accident se produisant sur de telles infrastructures est susceptible d’avoir des effets graves sur les biens, les personnes ou l'environnement, selon la nature du matériau transporté. Des dispositions d’urbanisme peuvent être préconisées en conséquence.

## Histoire
Le territoire de la commune est occupé dès le Néolithique comme l'attestent les nombreux sites archéologiques découverts : plusieurs dolmens et cabanes néolithiques sont encore visibles aux alentours du village préhistorique de Cambous.

## Politique et administration
| Période   | Période   | Identité           | Étiquette | Qualité     |
| --------- | --------- | ------------------ | --------- | ----------- |
| 1947      | 1959      | Maurice Servent    |           |             |
| 1959      | 1982      | Léon Pepin         |           |             |
| 1982      | 1983      | Jean Pepin         |           |             |
| 1983      | 1989      | Lucienne Reinteau  |           |             |
| 1989      | mars 2001 | Gérard Desplos     |           |             |
| mars 2001 | mars 2014 | Élisabeth Capillon |           |             |
| mars 2014 | En cours  | Luc Gros           | SE        | Agriculteur |

## Démographie
L'évolution du nombre d'habitants est connue à travers les recensements de la population effectués dans la commune depuis 1793. Pour les communes de moins de 10 000 habitants, une enquête de recensement portant sur toute la population est réalisée tous les cinq ans, les populations de référence des années intermédiaires étant quant à elles estimées par interpolation ou extrapolation. Pour la commune, le premier recensement exhaustif entrant dans le cadre du nouveau dispositif a été réalisé en 2004.

En 2022, la commune comptait 216 habitants, en évolution de +10,2 % par rapport à 2016 (Hérault : +7,49 %, France hors Mayotte : +2,11 %).
| 1793 | 1800 | 1806 | 1821 | 1831 | 1836 | 1841 | 1846 | 1851 |
| ---- | ---- | ---- | ---- | ---- | ---- | ---- | ---- | ---- |
| 111  | 62   | 65   | 47   | 58   | 57   | 54   | 58   | 46   |

| 1856 | 1861 | 1866 | 1872 | 1876 | 1881 | 1886 | 1891 | 1896 |
| ---- | ---- | ---- | ---- | ---- | ---- | ---- | ---- | ---- |
| 43   | 32   | 32   | 52   | 45   | 37   | 41   | 53   | 48   |

| 1901 | 1906 | 1911 | 1921 | 1926 | 1931 | 1936 | 1946 | 1954 |
| ---- | ---- | ---- | ---- | ---- | ---- | ---- | ---- | ---- |
| 40   | 58   | 41   | 36   | 33   | 33   | 42   | 35   | 84   |

| 1962 | 1968 | 1975 | 1982 | 1990 | 1999 | 2004 | 2006 | 2009 |
| ---- | ---- | ---- | ---- | ---- | ---- | ---- | ---- | ---- |
| 31   | 23   | 26   | 32   | 82   | 177  | 189  | 205  | 201  |

| 2014 | 2019 | 2022 | - | - | - | - | - | - |
| ---- | ---- | ---- | - | - | - | - | - | - |
| 203  | 206  | 216  | - | - | - | - | - | - |

## Économie

### Revenus
En 2018, la commune compte 83 ménages fiscaux, regroupant 189 personnes. La médiane du revenu disponible par unité de consommation est de 24 580 € (20 330 € dans le département).

### Emploi
|                | 2008   | 2013   | 2018  |
| -------------- | ------ | ------ | ----- |
| Commune        | 12,4 % | 9,2 %  | 7,1 % |
| Département    | 10,1 % | 11,9 % | 12 %  |
| France entière | 8,3 %  | 10 %   | 10 %  |

En 2018, la population âgée de 15 à 64 ans s'élève à 138 personnes, parmi lesquelles on compte 67,1 % d'actifs (60 % ayant un emploi et 7,1 % de chômeurs) et 32,9 % d'inactifs,. En  2018, le taux de chômage communal (au sens du recensement) des 15-64 ans est inférieur à celui de la France et du département, alors qu'en 2008 la situation était inverse.
La commune fait partie de la couronne de l'aire d'attraction de Montpellier, du fait qu'au moins 15 % des actifs travaillent dans le pôle,. Elle compte 24 emplois en 2018, contre 25 en 2013 et 25 en 2008. Le nombre d'actifs ayant un emploi résidant dans la commune est de 88, soit un indicateur de concentration d'emploi de 27,1 % et un taux d'activité parmi les 15 ans ou plus de 53,2 %.
Sur ces 88 actifs de 15 ans ou plus ayant un emploi, 17 travaillent dans la commune, soit 19 % des habitants. Pour se rendre au travail, 82 % des habitants utilisent un véhicule personnel ou de fonction à quatre roues, 3,4 % les transports en commun, 2,2 % s'y rendent en deux-roues, à vélo ou à pied et 12,4 % n'ont pas besoin de transport (travail au domicile).

### Activités hors agriculture
26 établissements sont implantés  à Viols-en-Laval au 31 décembre 2019.
Le secteur de la construction est prépondérant sur la commune puisqu'il représente 23,1 % du nombre total d'établissements de la commune (6 sur les 26 entreprises implantées  à Viols-en-Laval), contre 14,1 % au niveau départemental.

### Agriculture
|               | 1988 | 2000 | 2010  | 2020  |
| ------------- | ---- | ---- | ----- | ----- |
| Exploitations | 3    | 4    | 4     | 2     |
| SAU (ha)      | 538  | 827  | 1 845 | 1 498 |

La commune est dans les Garrigues, une petite région agricole occupant une partie du centre et du nord-est du département de l'Hérault. En 2020, l'orientation technico-économique de l'agriculture  sur la commune est l'élevage d'ovins ou de caprins. Deux exploitations agricoles ayant leur siège dans la commune sont dénombrées lors du recensement agricole de 2020 (trois en 1988). La superficie agricole utilisée est de 1 498 ha,,.

## Culture locale et patrimoine

### Patrimoine préhistorique
- Village préhistorique de Cambous
- Dolmen de Cambous
- Tombes de Cazarils
- Dolmens de Peyres Canes
- Tombes de Trumauquies

### Monuments remarquables

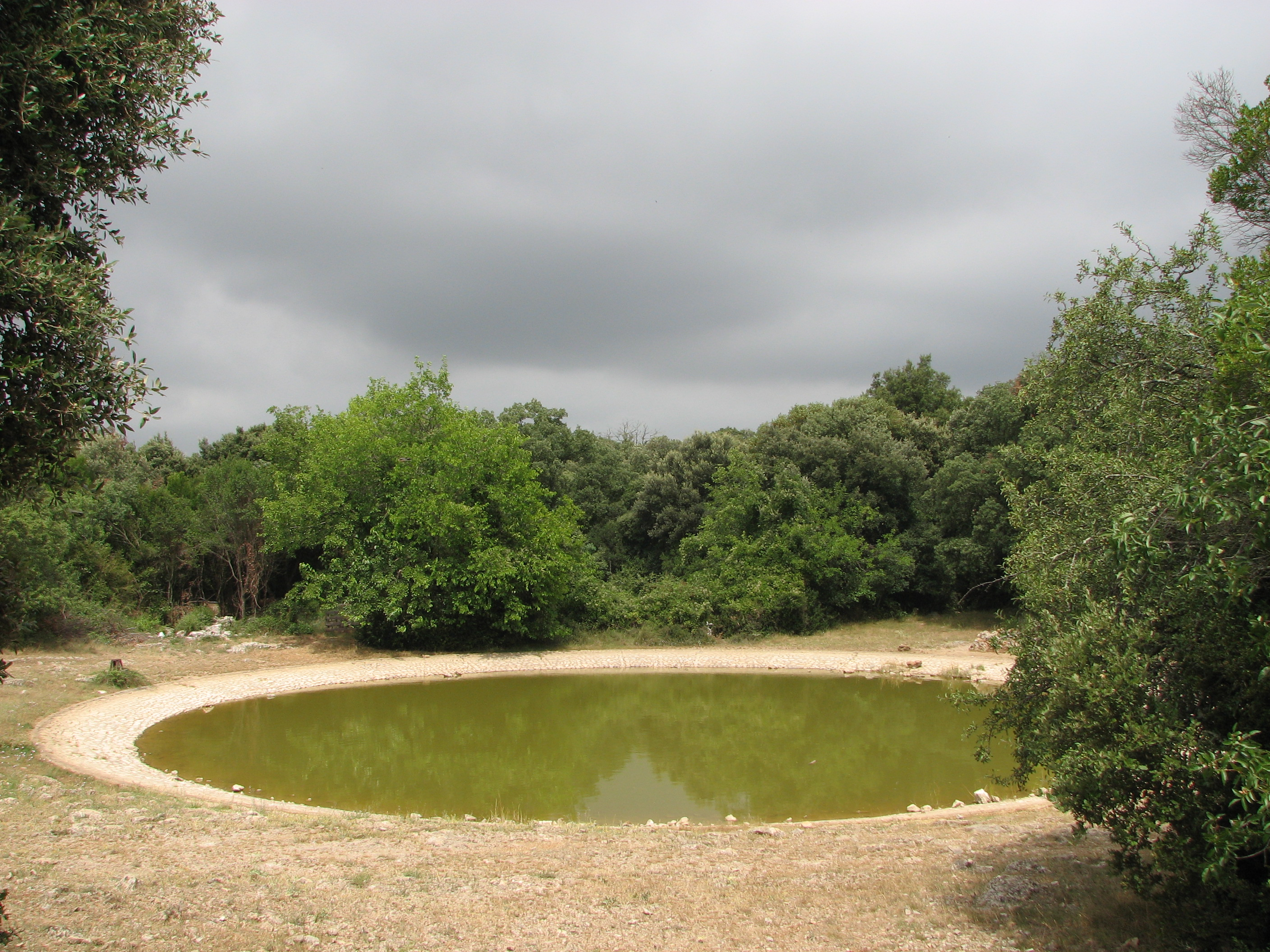
Lavogne de Cambous.

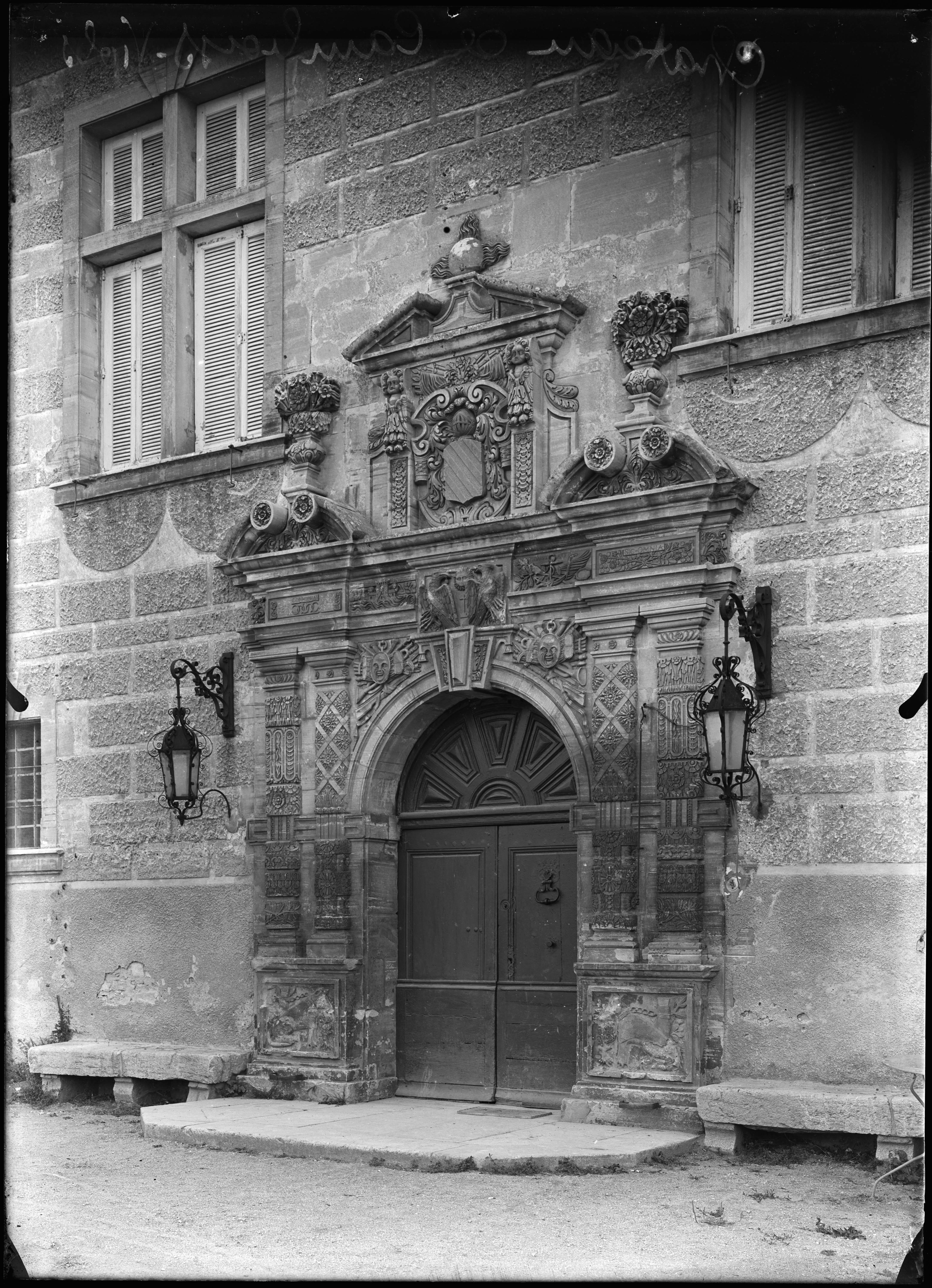
Porte d'entrée du château de Cambous : photographie prise entre 1890 et 1930.

- Château de Cambous.
- Lavogne de Cambous.

### Héraldique
|  | Les armoiries de Viols-en-Laval se blasonnent ainsi : d'azur au château donjonné d'argent, maçonnée, ouvert et ajouré de sable, surmonté de trois étoiles d'or et posé sur une terrasse aussi de sable. |